# 初生之犢 (電影)
《初生之犢》是由李修賢監製的1994年香港警匪片，主演陣容包括李修賢、樊少皇、楊宗憲，合演的還有黃柏文、王俊棠、黃柏文、紀家發等等。

## 劇情簡介
警察李鐵柱率領下屬虎及宗全力追捕喪狗領導的黑幫集團，過程中阿宗不斷被喪狗纏繞及恐嚇，最終鐵柱決定為達到目的不擇手段也要把喪狗繩之於法。

## 演員表
| 演員   | 角色      | 粵語配音 |
| 李修賢 | 李鐵柱    | 朱子聰   |
| 樊少皇 | 阿虎      | 陳欣     |
| 楊宗憲 | 阿宗      |          |
| 成奎安 | 狂龍      |          |
| 黃柏文 | 黃sir     | 周志輝   |
| 王俊棠 | 喪狗      | 張炳強   |
| 紀家發 | 李Sir下屬 | 紀家發   |
| 林敬剛 | 喪狗手下  | 林敬剛   |
| 陳志輝 | 狂龍手下  |          |
| 伍國健 | 李Sir下屬 |          |
| 陸劍明 |           |          |
| 葉婷   |           |          |
| 夏占士 |           |          |

## 花絮
在2021年，有參演本片的配角陳志輝接受Hebeface (黃亦彤)的訪問時，提及拍攝時的事，並提及當時為本片的監製李修賢經常用大聲公大喊粗口怒罵演員，但不敢罵參演本片的成奎安及自己，有一場李修賢和自己有一場對手戯，他用玻璃樽對李修賢爆樽，劇情裏的李修賢一怒之下用玻璃樽插進去陳志輝的肚子裏，但拍攝時卻用真的玻璃樽，陳志輝以為沒事，但李修賢卻用錯位，令陳志輝永遠都有一個疤痕在肚上，他用粗口大罵李修賢，陳志輝一怒之下直接爆粗罷拍，還好成奎安勸架，陳志輝為給面子成奎安，而答應他拍多一場便離場。后來陳志輝更透露盧惠光其實有參演本片，但疑似被用粗口大罵的李修賢報仇罵走。

## 外部連結
- 香港影庫上《初生之犢》的資料（繁體中文）
- 互联网电影数据库（IMDb）上《初生之犢》的资料（英文）